# BMW R 100 RS Classic
Die BMW R 100 RS Classic ist ein vom Unternehmen BMW von 1986 bis 1989 in einer Stückzahl von 6081 produziertes Motorradmodell.
Die Motorräder der Bezeichnung BMW R 100 RS und BMW R 100 RT („Classic“ bzw. mit dem Vermerk der letzten Serie) sind technisch veränderte Neuauflagen im Stil der zuvor eingestellten Modelle der sogenannten „Strich-Sieben“-Baureihe aus den 1970er Jahren (siehe BMW R 100 RS), jedoch mit modernisierter Technik und Merkmalen der nach der „Strich-Sieben“-Serie gefertigten Zweiventiler-Modelle.

## Hintergrund
Nach dem Neuerscheinen der modernen Boxer-Konstruktionen mit Vierventiltechnik (Serien R 850 / R 1100) gab es viele Proteste wegen des Entfalls der luftgekühlten Zweiventiler-Boxer nach „altem“ Konzept in der Kundschaft. BMW zeigte für einige Jahre ein Einsehen und legte die Maschinen mit dem alten Motorenkonzept und einem (im Wesentlichen) ähnlichen Aussehen noch einmal auf, sozusagen als „Nostalgie-Modelle“. Diese wurden dann zusammen mit der K-Serie mit wassergekühlten Reihenmotoren und der bereits neu lancierten R-Serie als dritte Motorradbaureihe zu jener Zeit im BMW-Werk Berlin in Spandau unter dem Typschlüssel 0455 gefertigt.

## Konstruktion
Stefan Pachernegg, der Chefentwickler von BMW, beschrieb das Entwicklungsziel wie folgt: „Die Übernahme möglichst vieler R80-Teile plus mehr Hubraum.“ Von der BMW R 80 wurde der Doppelschleifenrahmen aus Stahlrohr mit Einarmschwinge, das 18-Zoll-Vorderrad, die Telegabel, die Sitzbank und das Heck übernommen. Von dem Motor der R80 stammen der Kurbeltrieb, die Kupplung und das Getriebe. Die zwei Zylinderköpfe und deren Ventilführung wurden überarbeitet und die Zylinderbohrung von 84,8 auf 94 mm geweitet. Durch reduzierte 32-Millimeter-Vergaser, kleinere Ventile und auf 8,45:1 verringerte Verdichtung sank die Nennleistung von 70 auf 60 PS.
Nachdem die Serienproduktion Ende 1989 ausgelaufen war, wurden 1992 noch 200 schwarz lackierte Motorräder aus Lagerbeständen endmontiert und verkauft.

### Unterschiede zur „Strich-Sieben“-Serie
Unterschiede zur „Strich-Sieben“-Serie sind die einseitige Hinterradschwinge, die kleineren Räder und die anderen Vorderradbremsen. Die „Classic“-Modelle haben sämtlich Aluminium-Räder; die „Strich-Sieben“-Motorräder hingegen haben teils Stahlspeichenräder, oder aber Aluminiumräder größeren Durchmessers. Die Neuauflage wirkt hierdurch etwas gedrungener, ist jedoch nicht leichter als die „alten“ Modelle.
Um nun den neueren Motorrädern der R 850- und R 1100-Serie keine Konkurrenz zu machen, wurde die Motorleistung der Neuauflagen auf 60 PS begrenzt. Auch war der Rahmen mittlerweile auf einen neueren Stand gebracht, er entsprach dem der zum Modelljahr 1985 eingeführten Monolever-Modelle. Jedoch erreichten die so neu aufgelegten Motorrad-Modelle am Markt dann doch nicht mehr die erhoffte Akzeptanz und wurden noch vor 1997 eingestellt.

### Motor
Der luftgekühlte Zweizylinder-Viertakt-Boxermotor des Modells mit untenliegender, kettengetriebener Nockenwelle und je zwei über Stößel, Stoßstangen und Kipphebeln betätigten Ventilen erreicht bei einem Hubraum von rund 980 cm³ eine Nennleistung von 44 kW (60 PS) bei einer Drehzahl von 6.500 min−1. Der Hub beträgt 70,6 mm. Die Gemischbildung mit dem Normalbenzin geschieht über Gleichdruckvergaser; die Zündung ist transistorgesteuert. Die Kraftübertragung geschieht über ein Fünfganggetriebe und Kardanwelle auf das Hinterrad.
Das Motorrad beschleunigt von 0 auf 100 km/h in 5,4 Sekunden und erreicht eine Höchstgeschwindigkeit von 186 km/h.

### Fahrwerk
Das Fahrwerk basiert auf einem Doppelschleifenrahmen aus Stahlrohren, hat vorn eine Teleskopgabel und hinten eine mit einem Mono-Federbein gefederte Einarmschwinge. Das Federbein der Einarmschwinge ist in Federbasis und Zugstufendämpfung verstellbar. Die zwei Tauchrohre der Teleskopgabel haben einen Durchmesser von 41 mm. Vorn sind zwei Scheibenbremsen mit Zweikolben-Festsattel und hinten eine Trommelbremse eingebaut. Die Bereifung hat die Dimensionen 90/90-18 vorn und 120/90-18 hinten. Im vollgetankten Zustand wiegt das Motorrad 228 kg, das zulässige Gesamtgewicht wird mit 465 kg angegeben.
Der durchschnittliche Verbrauch liegt bei 7,5 Litern Normalbenzin auf 100 km. Der Kraftstofftank fasst 22 Liter Kraftstoff. Die theoretische Reichweite liegt bei 293 km.

## Kritik
„Sie sieht ein bißchen so aus, als habe Opa über die Flanellhosen ein Hawai-Shirt angezogen. […] In sehr engen Kurven leidet die Handlichkeit unter dem sehr schmalen Lenker. In schnell gefahrenen, langgezogenen Kurven können Unebenheiten Lenkerpendeln auslösen.“